# 逆井城
逆井城（さかさいじょう）は、茨城県坂東市逆井（下総国猿島郡）にあった戦国時代の日本の城（平山城）。落城後、後北条氏によって大規模に築城しなおされたため、それ以前の遺構と後北条氏時代の遺構が重なっている。はじめの逆井氏の城を逆井古城、後北条時代の城を飯沼城ともいう。

## 概要
北側に西仁連川用水を臨み、西に入江だった蓮沼が存在する台地の先端上に位置している。西仁連川は江戸時代の干拓の際に沼の西側外周部が掘削されたもので、干拓前は飯沼という南北30kmに広がる沼が城の北方に存在していた。この南北に細長い飯沼は逆井城の北で東西に蛇行しており、城はこの沼の歪曲部に位置し沼に囲まれた「後堅固の城」でもあった。
北崖を飯沼が洗い堅固なため、本丸が最北端に位置している。南側に曲輪が連なり、大軍も収容できるように大規模な構造となっている。
築城は享徳年間ごろといわれる。小山義政の五男・常宗がこの地を領して逆井氏を名乗り、この城を居城にしたという。しかし常宗の孫・常繁のときの天文5年（1536年）、古河公方方であった逆井氏は後北条氏と対立した。そのため後北条方の大道寺盛昌の攻撃を受け逆井古城は落城、逆井氏は滅亡したと伝わる。ただし落城年がこの地域への後北条氏の進出時期に合わないため落城時期には異論もある。
後北条氏の勢力下に入った逆井城は、天正5年（1577年）、玉縄城主北条氏繁によって藤沢から技術者が呼ばれ、新たに築城されることとなった。逆井の地は北条氏にとって下野・常陸方面への侵攻の最前線であったためである。後北条氏の最新の技術が投入された飯沼城には氏繁が入り、佐竹氏・多賀谷氏などと対峙した。天正6年（1578年）、氏繁は逆井城で没し、その後を子の氏舜・氏勝兄弟が継いだ。風魔小太郎の子・風魔孫右衛門など忍者集団300人が拠っていたともいう（『関八州古戦録』）。
天正18年（1590年）、豊臣秀吉の小田原征伐による後北条氏没落に伴い、廃城となった。

## 逆井城跡公園
城址は公園化され、櫓・土塀・櫓門・木橋などが復元されているが、これらは発掘調査に基づいた時代考証を行い復元されたもので、中世城郭の姿をできるだけ忠実に再現している。また復元位置をずらして遺構の保存を行っている。西二ノ曲輪は逆井城以外からの移築建造物・復元建造物が存在する。関宿城の薬医門、復元された古河城書院礎石など。本丸殿社の位置には堀之内大台城の御殿が復元されている。
また「鐘掘り池」という池もある。池の名の由来は、逆井城落城時に城主逆井常繁の室（娘とも）の智姫が先祖伝来の鐘を被ってこの池に入水したと伝えられたため、この鐘を探すために後に何度も池が掘り返されたことにちなむ。

## 参考画像

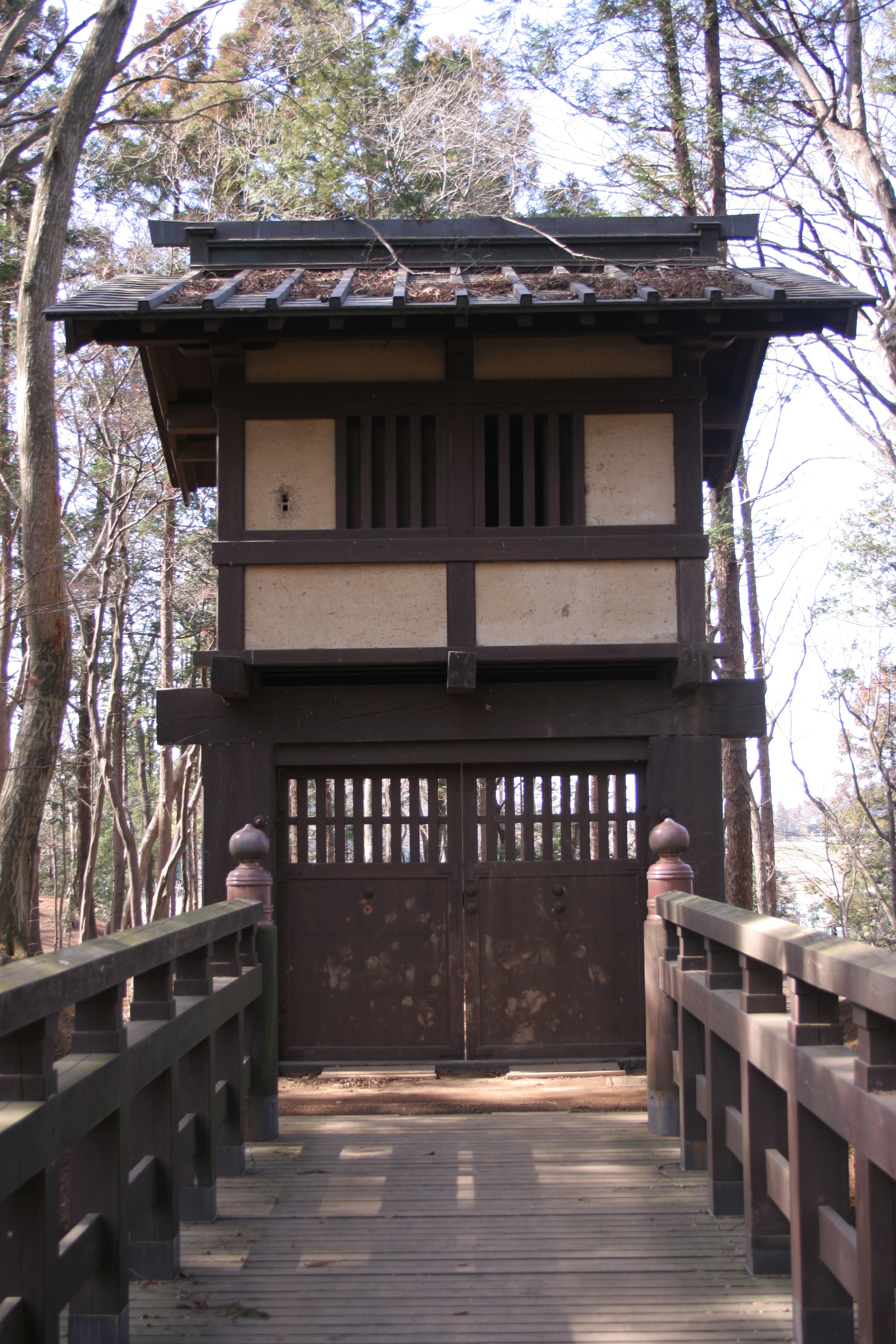
復元された櫓門
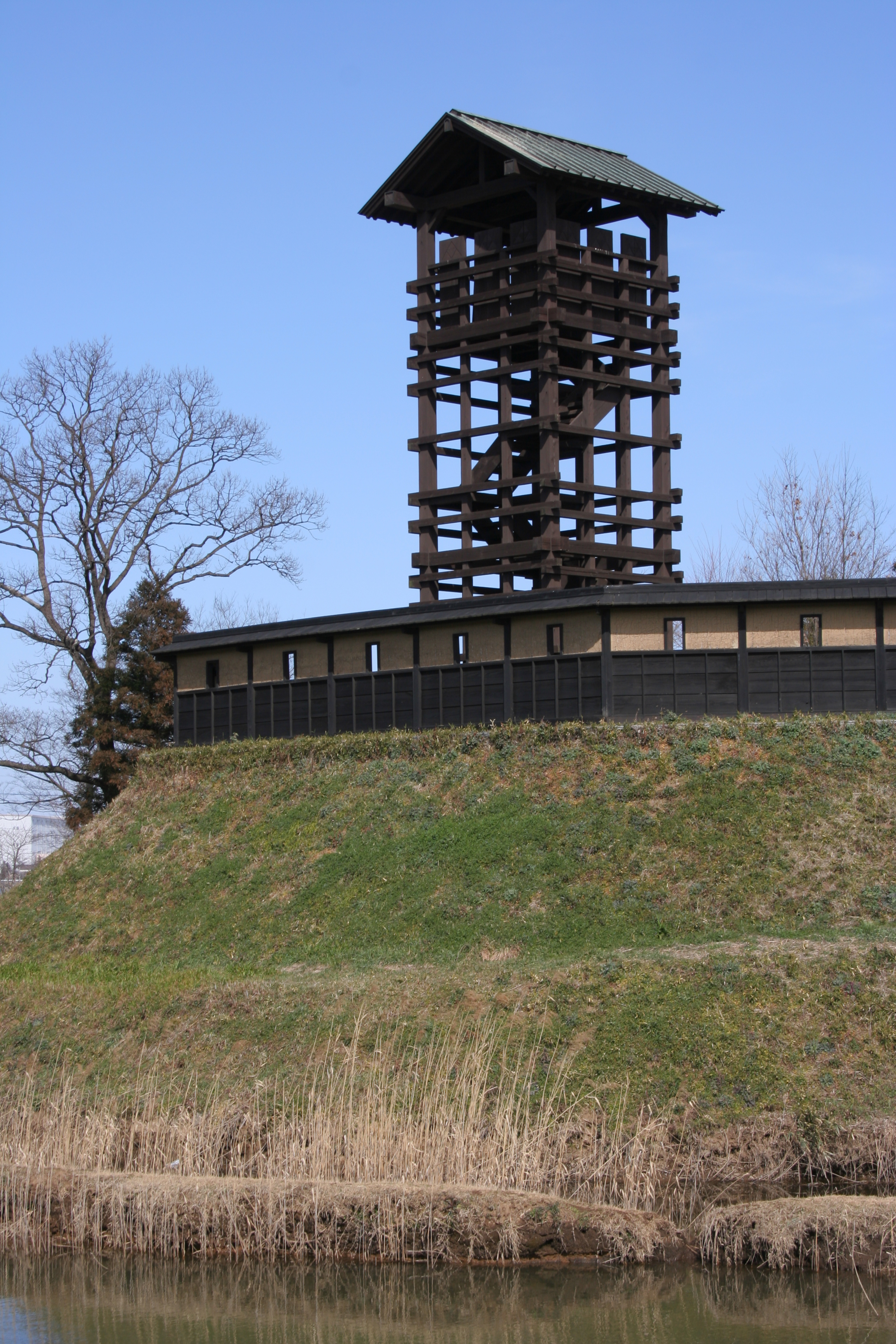
復元された井楼矢倉
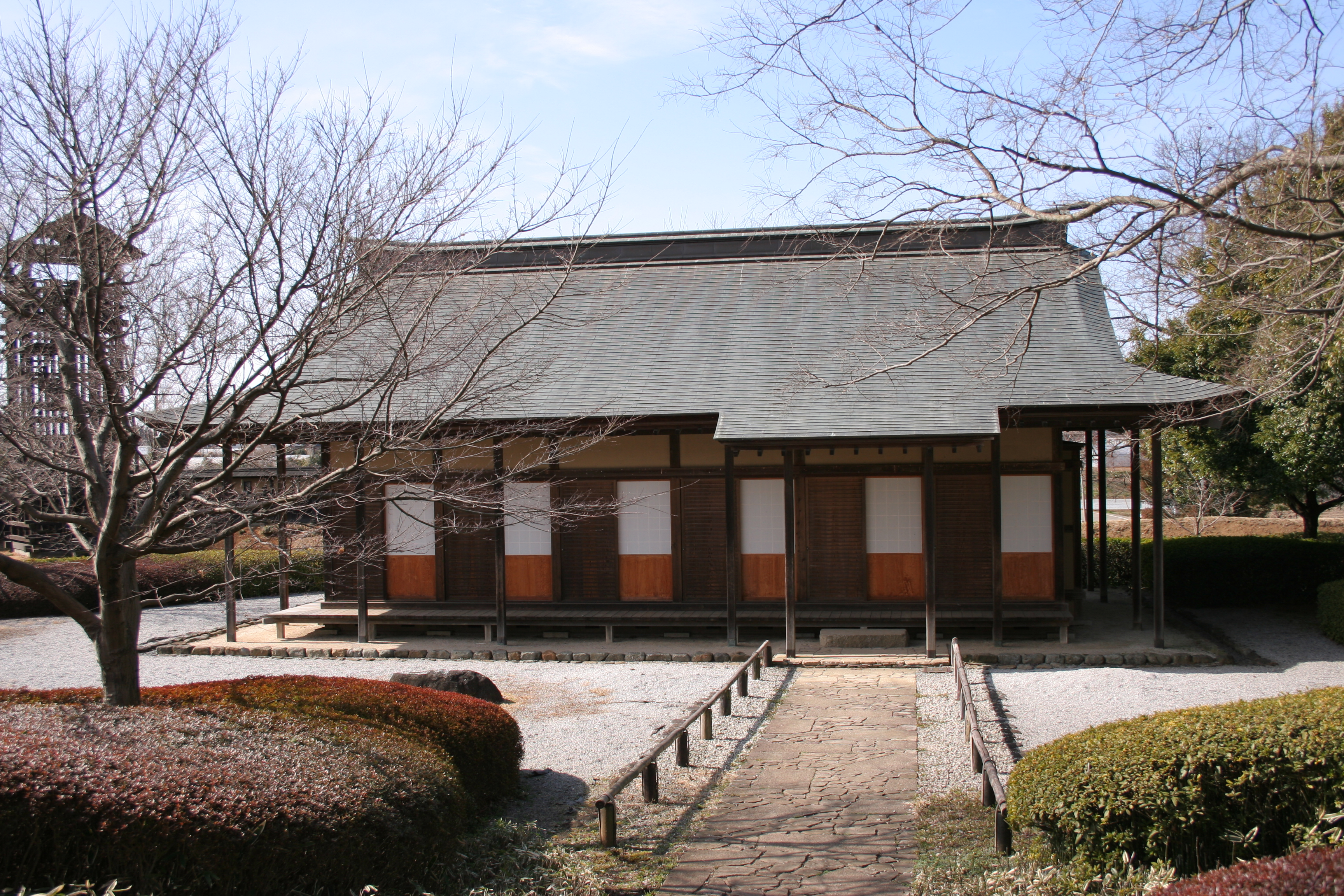
復元された主殿
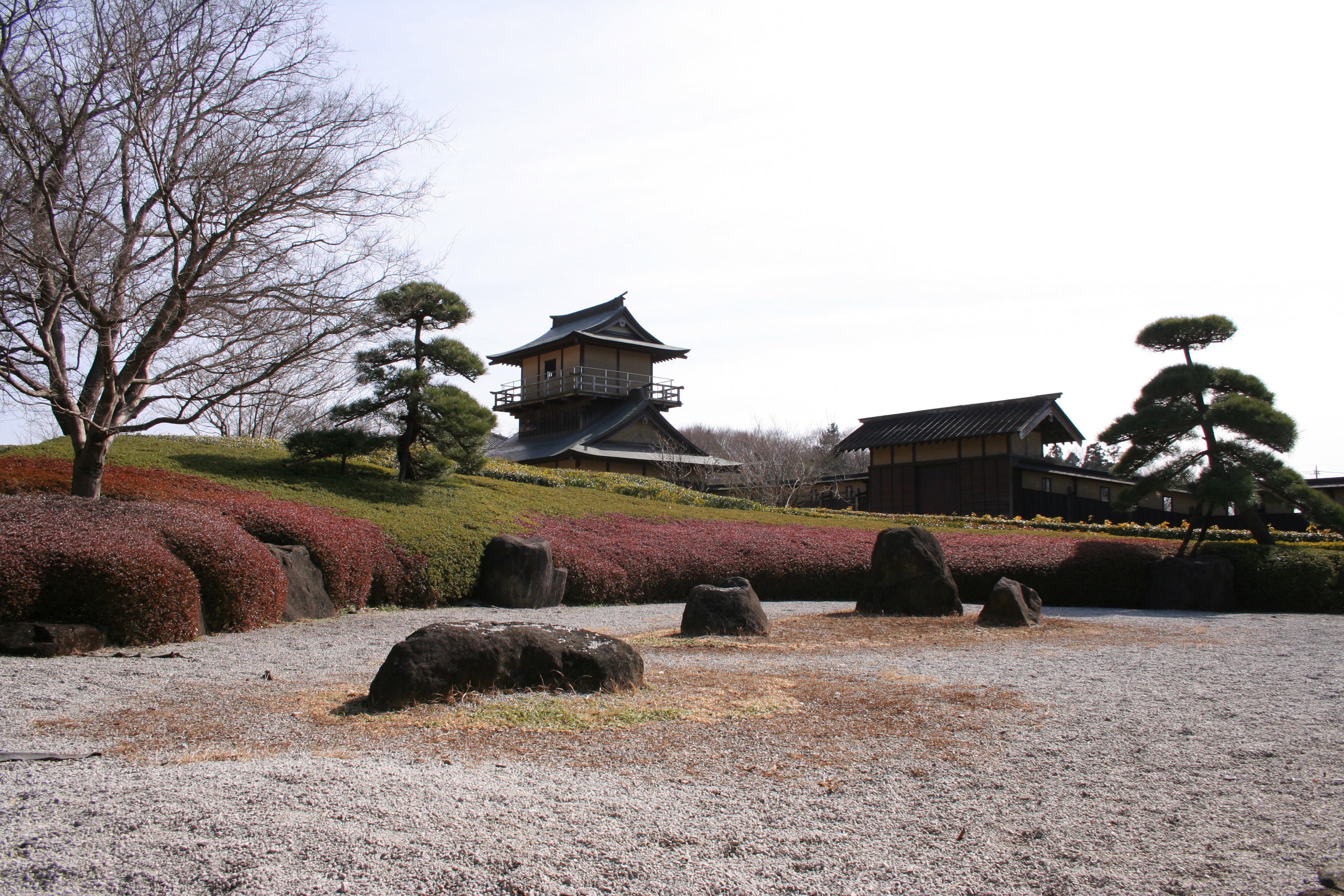
庭園
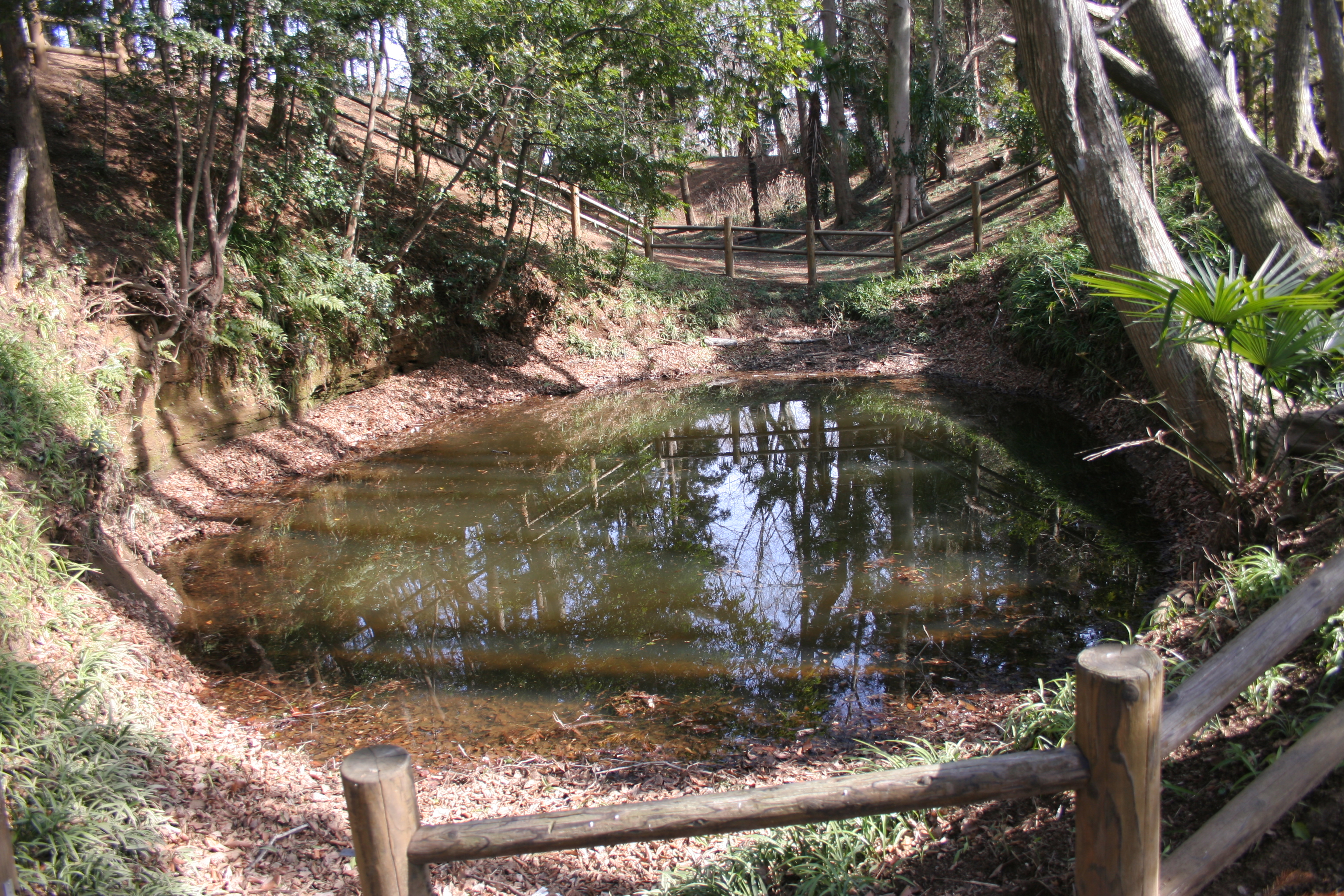
鐘掘り池
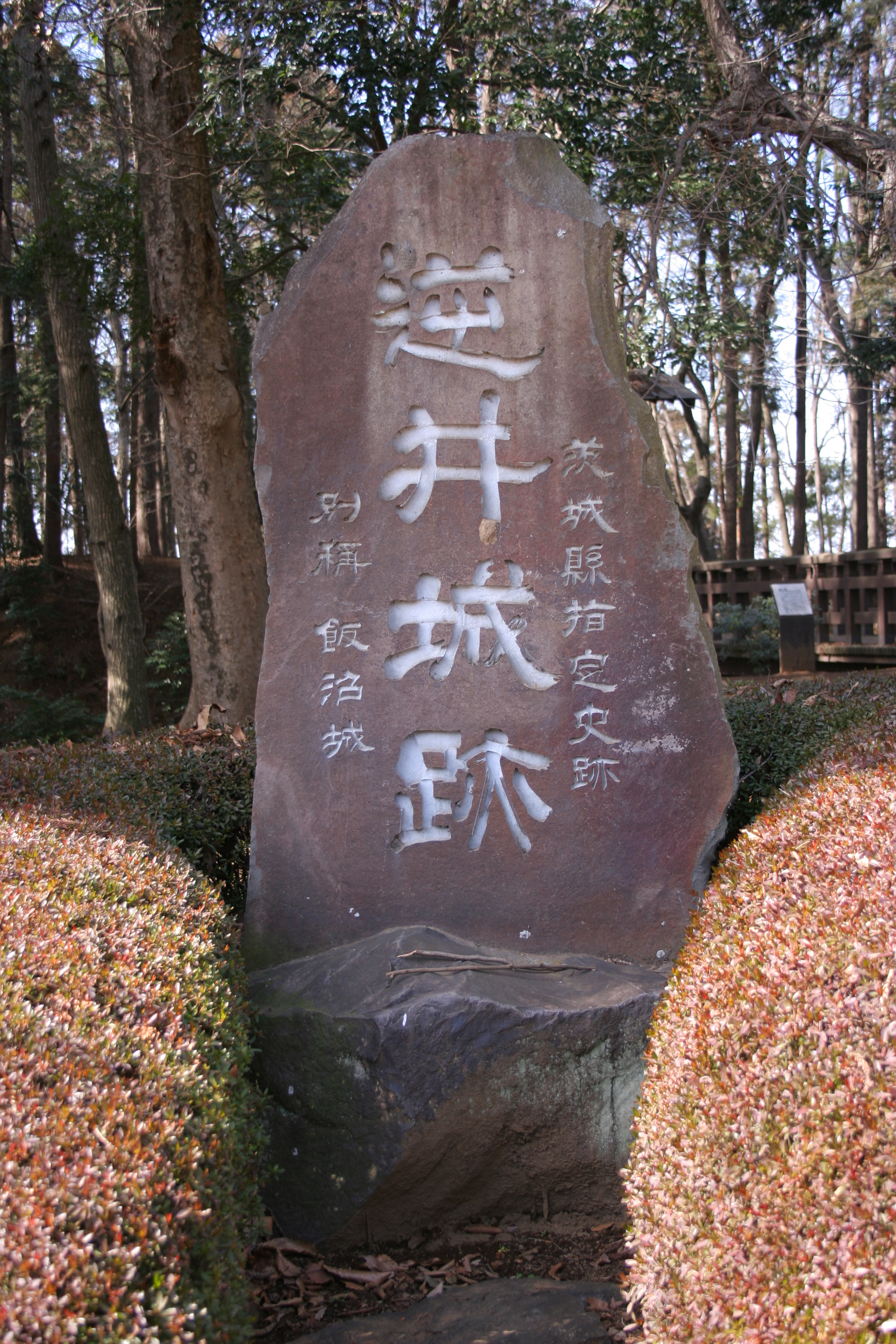
逆井城跡の碑
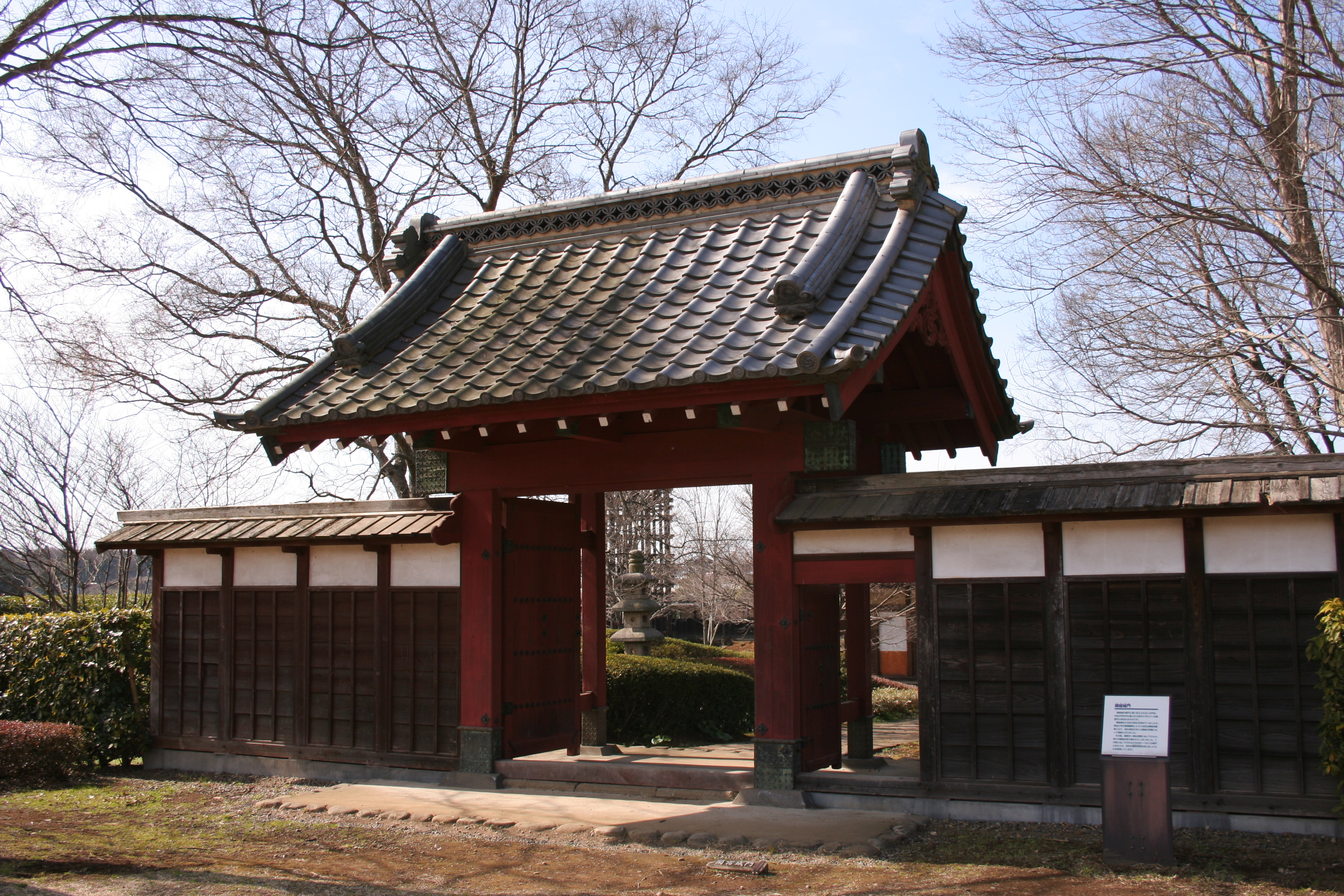
移築された関宿城門